# Вулиця Сяйво
Ву́лиця Ся́йво — вулиця в Залізничному районі Львова на Левандівці. Сполучає вулиці Городоцьку та Повітряну, утворюючи перехрестя з вулицями Широкою та Левандівською.

## Назва
У 1981 році з двох окремих вулиць утворено нову вулицю, завдовжки близько 1,52 км. Її назвали — вулиця Сяйво. До того назви вулиць-попередниць змінювались неодноразово, переважно у зв'язку зі змінами політичних режимів. 
Частина вулиці від Городоцької до перехрестя з вулицями Широкою та Левандівською
- 1927 — 1928 — Ґрюнвальдська, на честь Ґрюнвальдської битви 1410 року.
- 1928 — 1943 — Міська.
- 1943 — липень 1944 — Вестрінґ ІІ.
- липень 1944 — 1963 — Міська.
- від 1963 року — нинішня назва, вулиця Сяйво[6].

Частина вулиці від перехрестя з Широкою та Левандівською до вулиці Повітряної
- 1930 — 1938 — Білогорська бічна, на честь підміського села Білогорща (нині — вулиця у Залізничному районі м. Львова).
- 1938 — 1950 — Кулаковського, на честь Войцеха Кулаковського, польського військовика, учасника польсько-української війни (1918—1919) років[7].
- 1950 — 1981 — Кленова[6].

## Забудова
У забудові вулиці Сяйво присутні польський: функціоналізм кінця 1920-х і конструктивізм 1930-х та радянський конструктивізм 1950—1980-х років. На вулиці Сяйво розташована лише одна пам'ятка архітектури місцевого значення — будинок під № 16.

### Будинки
№ 10 — інформаційно-консультаційний центр та структурні одиниці ПрАТ «Львівобленерго» — «Львівенергоавтортанс», «Львівенергокомунікація», «Львівенергоналадка» та «Загін охорони».
№ 12 — львівський керамічний завод.
№ 13 — дев'ятиповерховий житловий будинок, збудований у 1980-х роках. Одне з приміщень першого поверху будинку займає поштове відділення № 12 ТОВ «Нова Пошта».
№ 14 — у 1920-х роках за проєктом архітектора Генрика Заремби на цьому місці був збудований дерев'яний Костел Матері Божої Неустанної Помочі. У 1946 році костел перетворили на православну церкву Покрови Пресвятої Богородиці, яку розібрали у 1960 році. 21 вересня 1991 року на цьому місці відбулося освячення й закладення першого каменя під споруду нової православної церкви Покрови Пресвятої Богородиці, будівництво якої завершили у 1996 році. Храм збудовано за проєктом архітектора Романа Сивенького. Нині храм належить Православній церкві України.
Поряд з церквою Покрови Пресвятої Богородиці зведуть будинок змішаного користування. 10 липня 2020 року виконавчий комітет Львівської міської ради затвердив Євгенії Мельник містобудівні умови та обмеження на зведення будівлі змішаного використання з житловими одиницями у верхніх поверхах, об'єктами громадського обслуговування та вбудовано-прибудованим гаражем на вул. Сяйво, 16-Б.
№ 15 — дев'ятиповерховий будинок, збудований у 1980-х роках. Одне з приміщень першого поверху будинку займає стоматологічна клініка «Наша стоматологія».
№ 16 — двоповерховий будинок з мансардою, зведений як житловий у стилі раннього польського функціоналізму кінця 1920-х років. Перший поверх кам'яниці оздоблений клінкерною цеглою. Будинок гладко отинькований та має вікна на кут з простінком і двосхилий дах. На фасаді на рівні мансардного поверху збереглася ніша від фігури святого, що знаходилася там до 1939 року. У 1935 році власниками будинку (конскрипційний № 1389) були Пйотр та Ельжбета Сейберт. За радянських часів тут містилася їдальня львівського керамічного заводу. Потім дитячий садок. Нині будинок перебуває на балансі Залізничного та Шевченківського відділу освіти Львівської ОТГ. Нижній поверх будівлі займає КП «Підприємство громадського харчування „Школярик“» ЛМР, а другий поверх в закинутому стані. Відділ освіти планує відновити тут дитячий садок. Будинок внесений до Реєстру пам'яток архітектури місцевого значення під охоронним № 2478-м. 
№ 18 — двоповерхова будівля споруджена у 1950-х роках для залізничної школи № 5. Нині — Львівська середня загальноосвітня школа № 67.
№ 21 — житловий багатоповерховий будинок збудований наприкінці 1990-х років. На першому поверсі будинку містяться ЛКП «Сяйво» та відділення АТ «Комерційний банк „ПриватБанк“».
№ 99 — двоповерхова будівля споруджена у міжвоєнний період для змішаної народної семирічної школи. Від 1950-х років — залізнична школа № 4 та вечірня школа робітничої молоді № 23. Триповерхову прибудову школи звели у 1960-х роках. Нині — молодший корпус (початкова школа) Львівської середньої загальноосвітньої школи № 67.

Світлини вуличної забудови
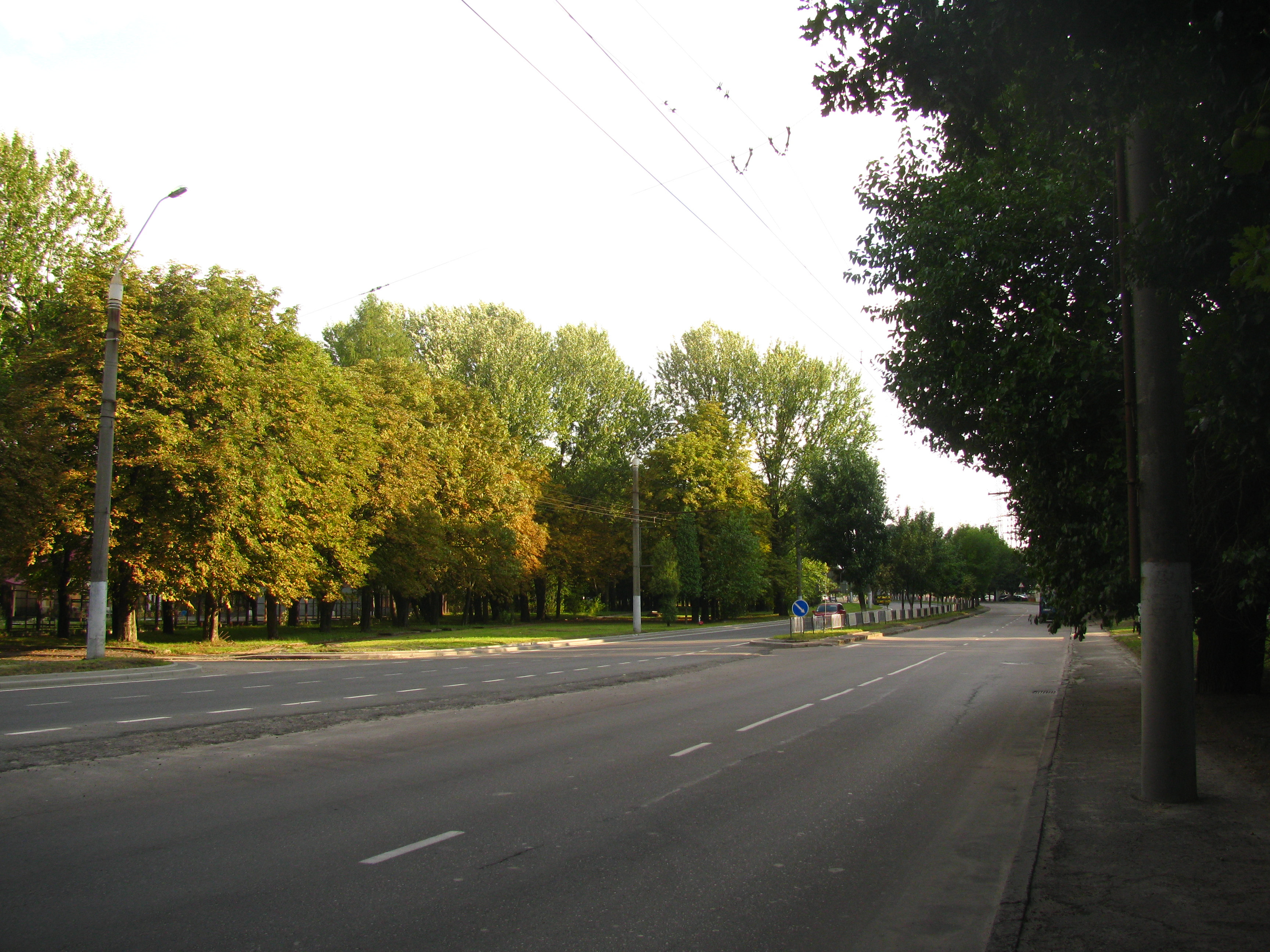
Вулиця навпроти керамічного заводу
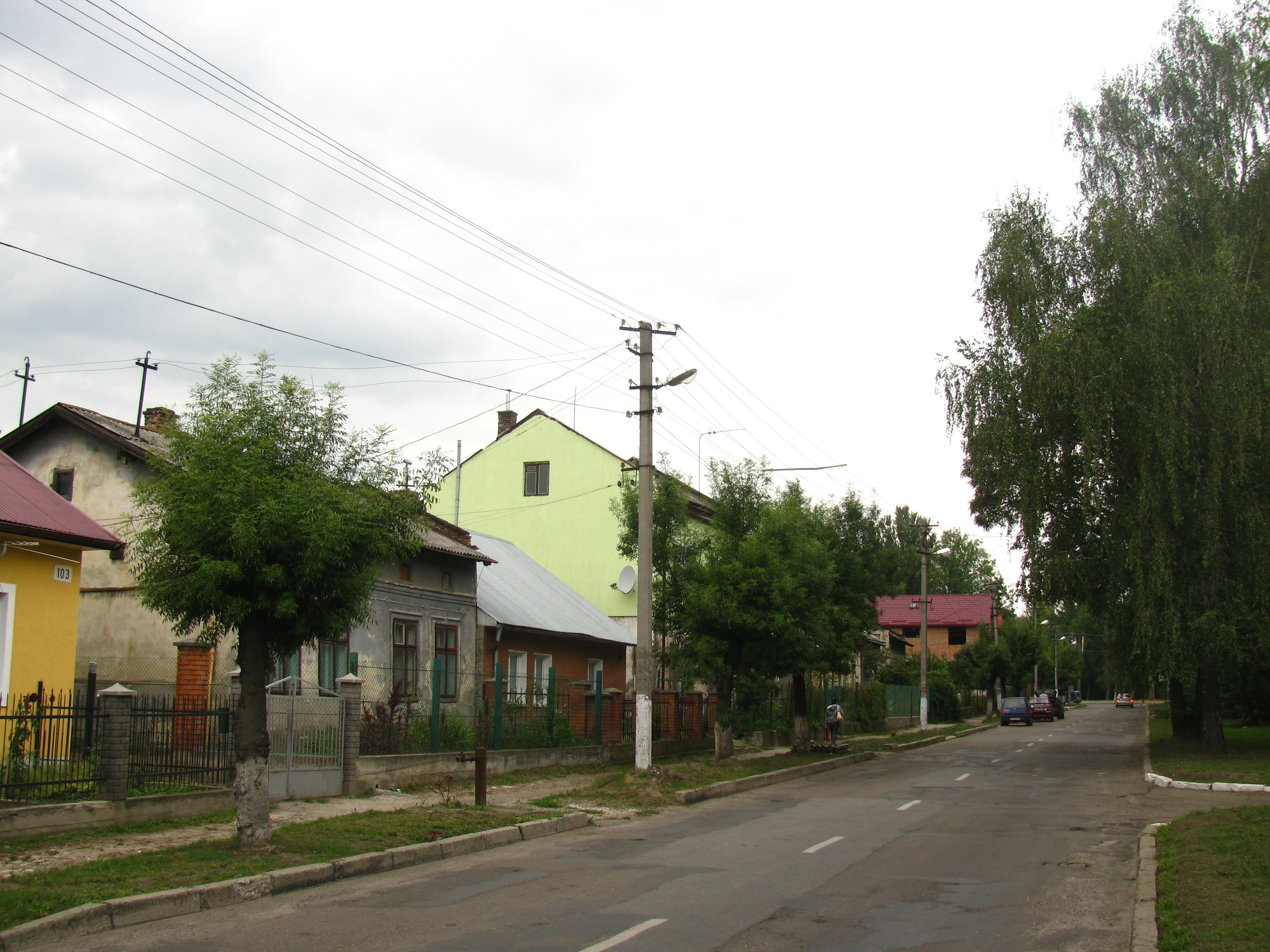
Північна частина вулиці
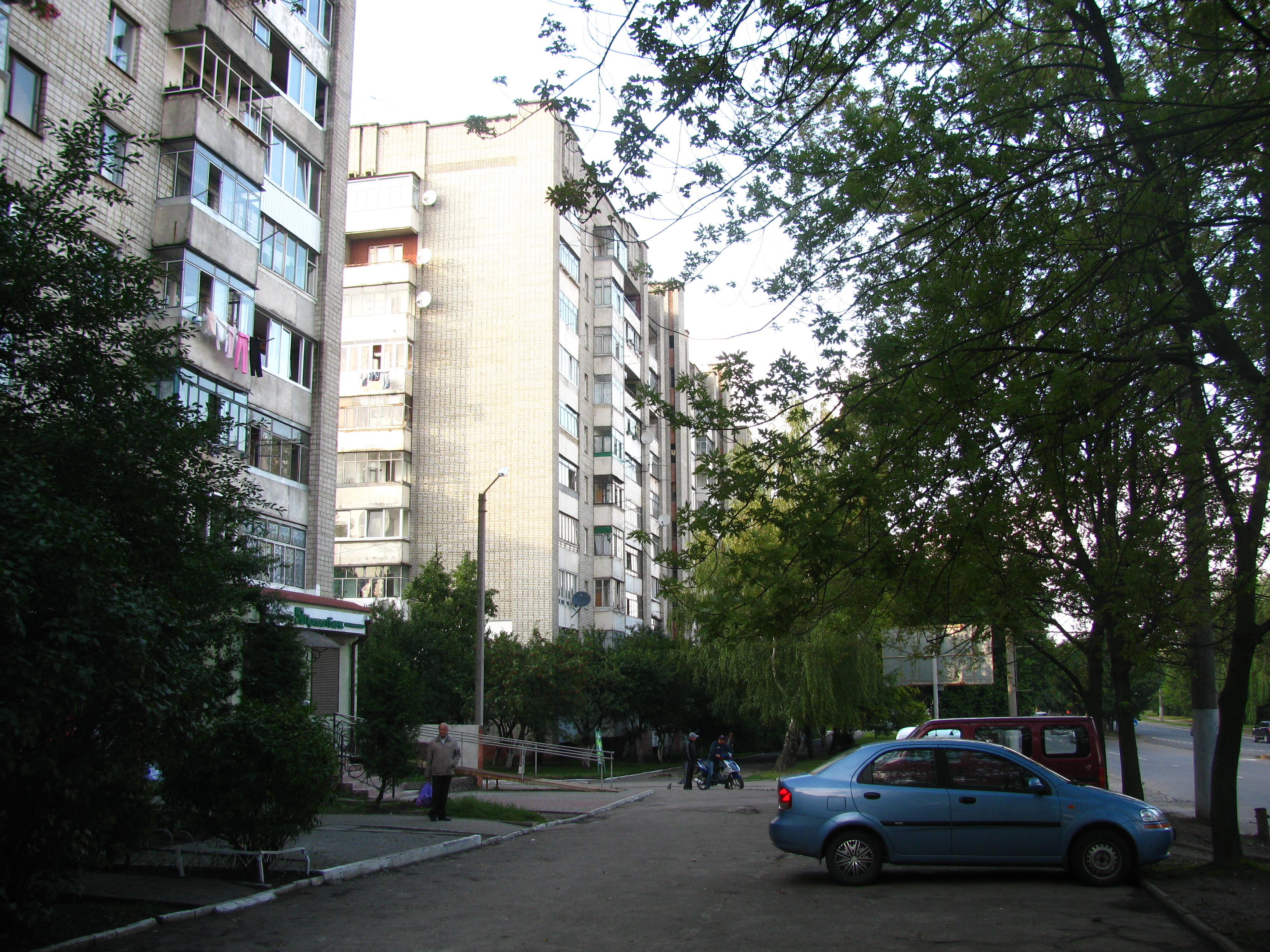
Тротуар з непарного боку вул. Сяйво
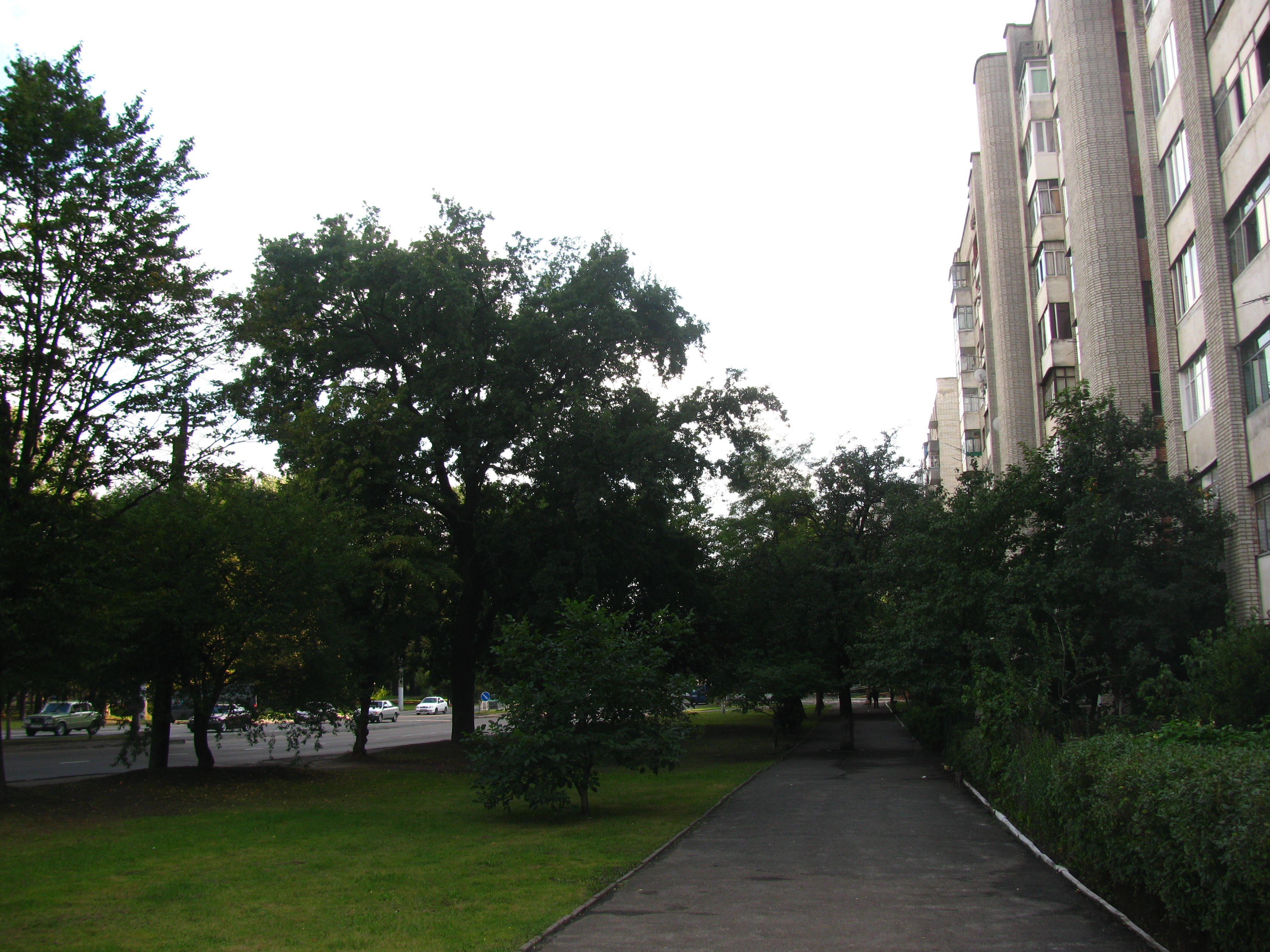
Тротуар з непарного боку вул. Сяйво
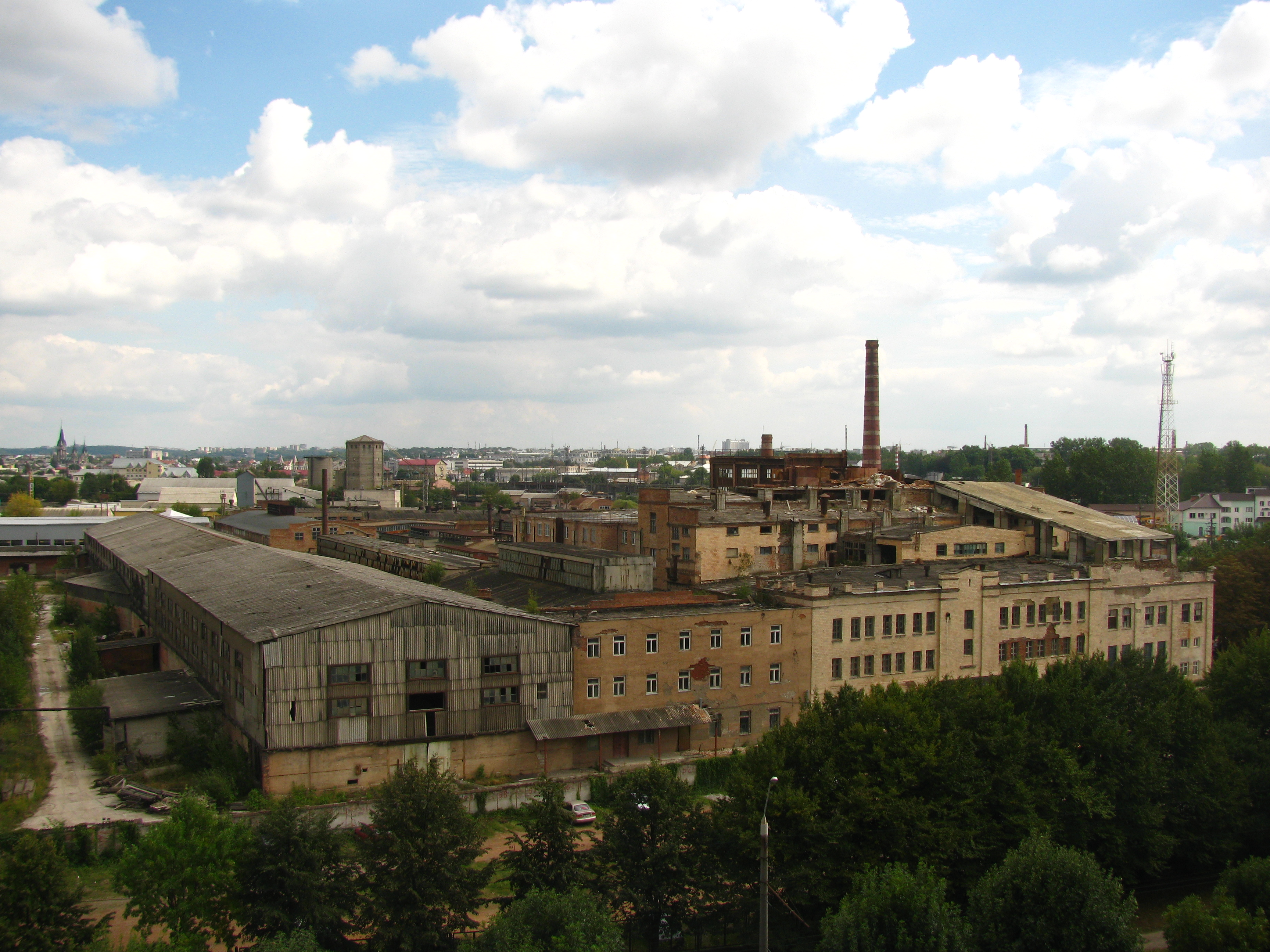
Львівський керамічний завод (вул. Сяйво, 12)
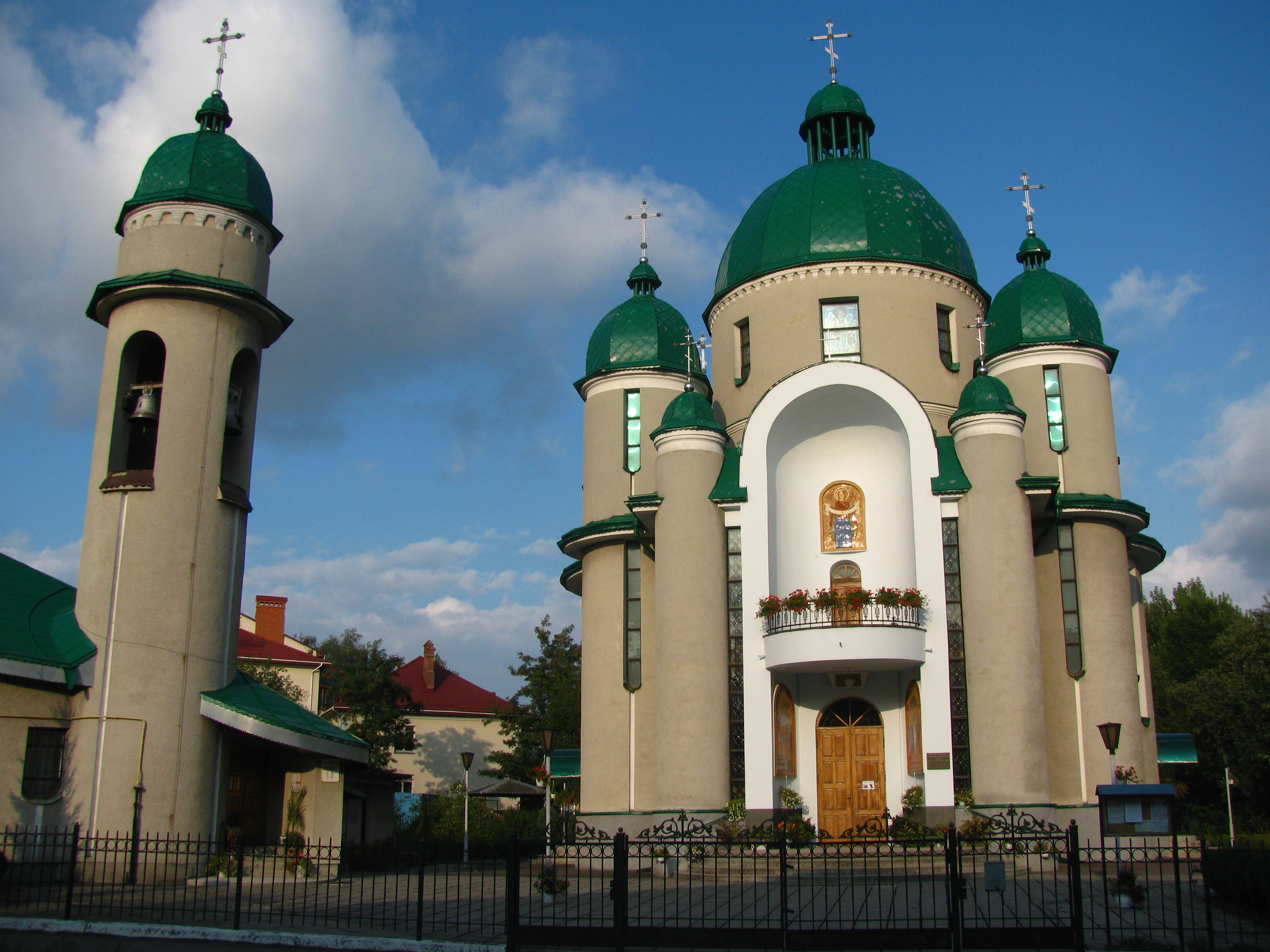
Церква Покрови Пресвятої Богородиці (вул. Сяйво, 14)
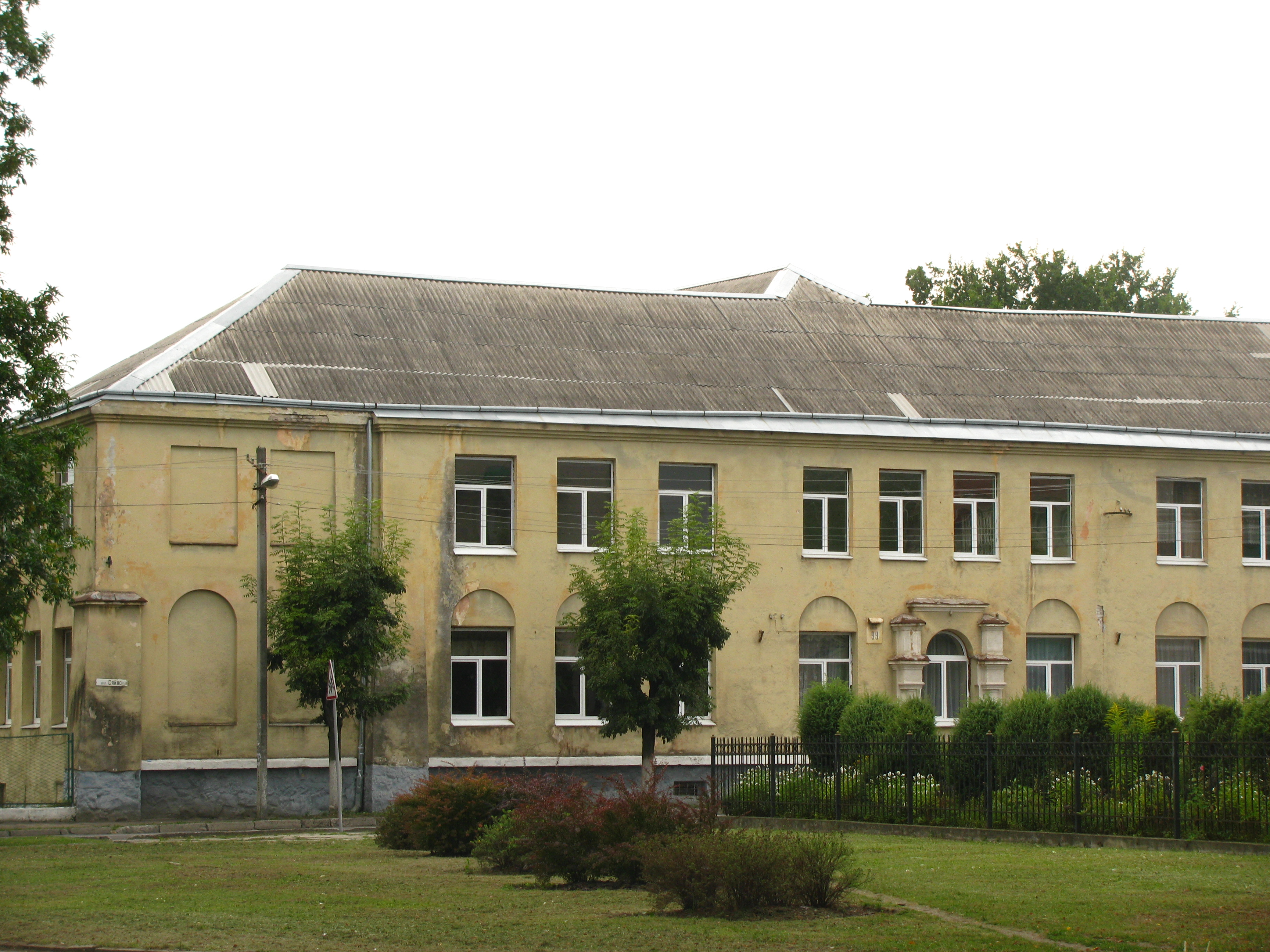
Будівля львівської СЗОШ № 67 (вул. Сяйво, 99)
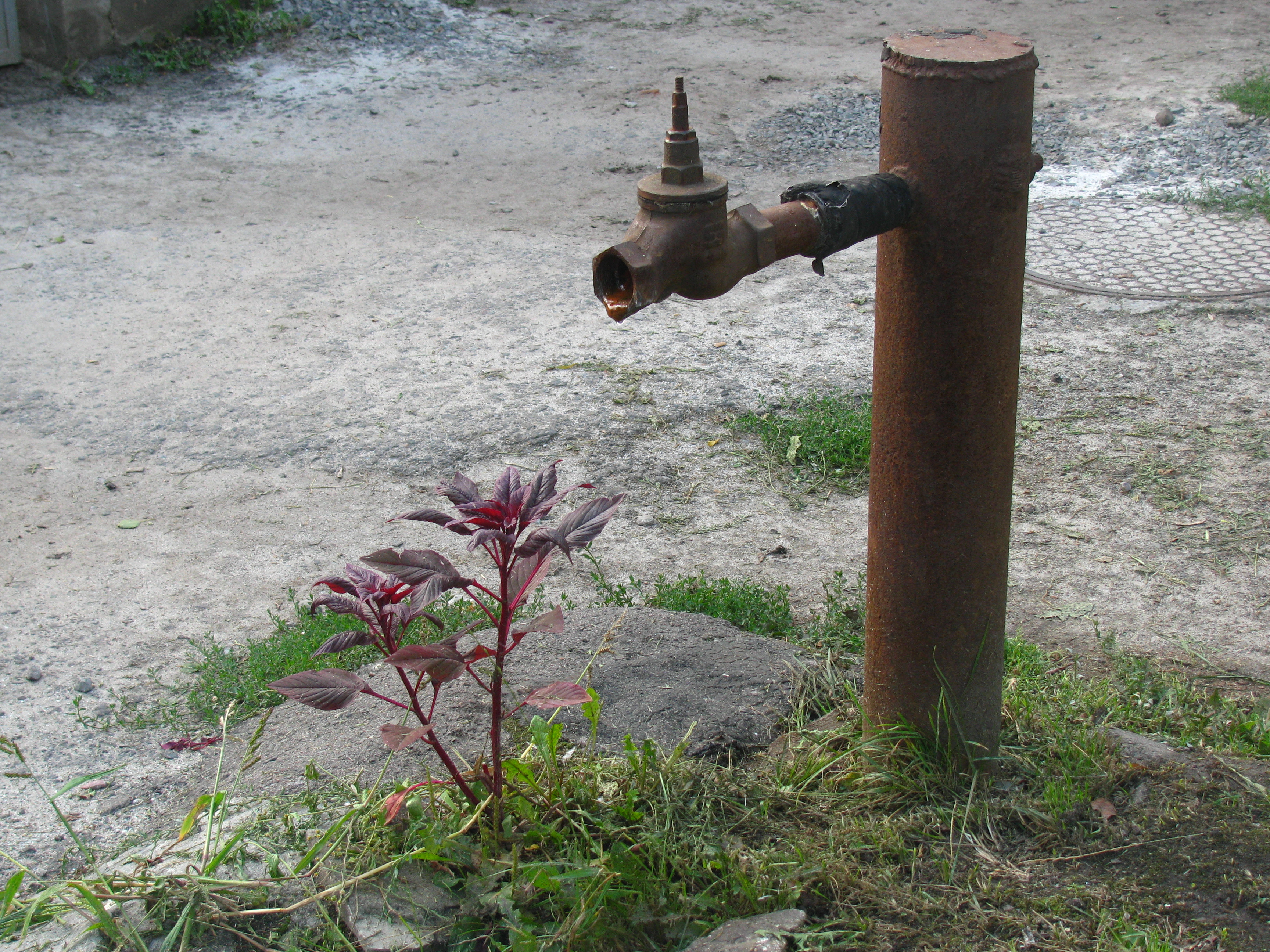
Несправна водорозбірна колонка

## Транспорт
2019 року виконком ЛМР погодив рішення про проєктування нової розв'язки у районі вулиць Городоцької та Сяйво. Там облаштують квазі-кільце. Рух реорганізують, аби зменшити затори на цій ділянці та налагодити транспортне сполучення до нового житлового масиву компанії «Ріел», що будується на вулиці Рудненській. Компанія «Ріел» замовила та профінансує проєкт. ЛКП «Львівавтодор» розробив транспортне моделювання вулиці Рудненської та напрацював ескіз облаштування квазі-кільця у районі вищезазначених вулиць. Робочий проєкт робитиме ЛКП «Інститут просторового розвитку».